# Morlitzwinden
Morlitzwinden (auch Marolzwinden genannt) ist ein Gemeindeteil der Gemeinde Buch am Wald im Landkreis Ansbach (Mittelfranken, Bayern). Morlitzwinden liegt in der Gemarkung Hagenau.

## Geografie
Der Weiler liegt am Hirtenbachl, einem linken Zufluss Froschbächleins, der mit dem Traisdorfer Bach zum Hagenbach zusammenfließt. 0,5 km östlich befindet sich der Bucher Wald, im Süden grenzt das Deutschholz an. 1,25 km nordwestlich erhebt sich der Ameisberg (510 m ü. NHN).
Eine Gemeindeverbindungsstraße führt nach Oberndorf zur Kreisstraße AN 7 (1,5 km nördlich) bzw. die Staatsstraße 2249 kreuzend zur Kreisstraße AN 5 bei Gastenfelden (1,8 km südlich). Weitere Gemeindeverbindungsstraßen führen nach Unterbreitenau (1 km nordwestlich) und nach Buch am Wald zur AN 5 (2,5 km östlich).

## Geschichte
Aus der Ortsnamensendung –winden kann man schließen, dass der Ort zu den Wendensiedlungen zählt, die im Mittelalter von den Obrigkeiten in größerer Zahl planmäßig angelegt wurden. Der Ortsname enthält den germanischen Personennamen Marold, der als Gründer der Siedlung angesehen werden kann.
Im 16-Punkte-Bericht des brandenburg-ansbachischen Oberamts Colmberg aus dem Jahr 1608 wurden für Morlitzwinden 6 Mannschaften verzeichnet. 5 Anwesen unterstanden dem hohenlohischen Amt Schillingsfürst und 1 Anwesen der Reichsstadt Nürnberg. Das Hochgericht übte das Vogtamt Colmberg aus. Im 16-Punkte-Bericht des Oberamts Colmberg aus dem Jahr 1681 sind die grundherrschaftlichen Verhältnisse für Morlitzwinden unverändert. Das Hochgericht wurde jedoch von Hohenlohe-Schillingsfürst strittig gemacht, 1710 aber dem Oberamt Colmberg vertraglich zugesichert.
Gegen Ende des 18. Jahrhunderts gab es in Morlitzwinden 7 Anwesen. Das Hochgericht übte das brandenburg-ansbachische Vogtamt Colmberg aus. Die Dorf- und Gemeindeherrschaft hatte das hohenlohe-schillingsfürstische Amt Schillingsfürst. Grundherren waren das Amt Schillingsfürst (1 Hof, 4 Köblergüter, 1 halbes Köblergut) und die Reichsstadt Rothenburg (1 Hof). Neben den Anwesen gab es noch kommunale Gebäude (Hirtenhaus, Brechhaus). Von 1797 bis 1808 unterstand der Ort dem Justizamt Leutershausen und Kammeramt Colmberg.
Im Geographischen statistisch-topographischen Lexikon von Franken (1801) wurde der Ort folgendermaßen beschrieben:

„[Sp. 455] Marolzwinden, Hohenloh-Schillingsfürstlicher Weiler von 6 hohenlohischen und einer rothenburgischen Haushaltung, gehört ins Oberamt Schillingsfürst, pfarrt nach Gastenfelden, hat vortreflichen Feldbau nebst Viehzucht, und soll mit Preussen verwechselt werden.
[Sp. 650] Morolzwinden, auch Morlitzwinden, K[öniglich] Preußischer Weiler, zwey Stunden von Leutershausen, von gemischter Herrschaft und 6 Gemeindrechten, worunter 1 Reichsstadt Rothenburgisches, die übrigen sind Preußisch und Hohenlohe Schillingsfürstlich. Jeder Unterthan ist seiner Herrschaft vogt- gericht- und schatzbar. Die Fraisch war sonst zwischen Brandenburg und Hohenlohe strittig. Der Zehnt fällt halb nach Rothenburg und halb nach Hohenlohe, wohin auch der Hirtenstab gehört. Im Kirchweihschutz alterniren Preußen und Hohenlohe mit einander jährlich.“

Im Rahmen des Gemeindeedikts wurde Morlitzwinden dem 1808 gebildeten Steuerdistrikt Buch am Wald und der 1810 gegründeten Ruralgemeinde Buch am Wald zugeordnet. Mit dem Zweiten Gemeindeedikt (1818) wurde Morlitzwinden in die neu gebildete Ruralgemeinde Hagenau umgemeindet. Am 1. Januar 1974 wurde diese im Zuge der Gebietsreform in Bayern nach Buch am Wald eingemeindet.

### Ehemaliges Baudenkmal
- Haus Nr. 1. Massives erdgeschossiges Wohnstallhaus mit aufgestocktem Wohnteil. Daran Giebel mit Geschossgesimsen und Haustafel. Darauf Adlerrelief und Inschrift „Johann Georg Binder 1804“. Zwerchgiebel mit Walmdach.[13]

### Einwohnerentwicklung
| Jahr      | 001818 | 001840 | 001861 | 001871 | 001885 | 001900 | 001925 | 001950 | 001961 | 001970 | 001987 |
| Einwohner | 41     | 48     | 50     | 44     | 52     | 51     | 49     | 97     | 54     | 30     | 33     |
| Häuser    | 10     | 10     |        |        | 11     | 11     | 11     | 13     | 11     |        | 8      |
| Quelle    | [ 15 ] | [ 16 ] | [ 17 ] | [ 18 ] | [ 19 ] | [ 20 ] | [ 21 ] | [ 22 ] | [ 23 ] | [ 24 ] | [ 1 ]  |

## Religion
Der Ort ist seit der Reformation evangelisch-lutherisch geprägt und bis heute nach St. Maria Magdalena (Gastenfelden) gepfarrt. Die Einwohner römisch-katholischer Konfession sind nach Kreuzerhöhung (Schillingsfürst) gepfarrt.

## Trivia
Der Text des Hits Verdamp lang her wurde 1981 von Wolfgang Niedecken in Morlitzwinden geschrieben.